# アン・ジェヒョン
アン・ジェヒョン（韓国語：안재현、1987年7月1日 - ）は、大韓民国の俳優、モデルである。

## 出演

### 映画
- ファッションキング（2014年）[2]
- タイミング（2014年）
- 完璧な不完全さ（2016年）
- 私の星座は乙女座（2016年）[3]

### ドラマ
- 星から来たあなた（2013年、SBS）- チョン・ユンジェ役[4]
- 君たちは包囲された（2014年、SBS）- パク・テイル役[5]
- ディア・ブラッド～私の守護天使（2015年、KBS 2TV）- パク・チサン役[6]
- 雪蓮花（2015年、SBS）- マ・ムンジェ役[7]
- シンデレラと4人の騎士（2016年、tvN）- カン・ヒョンミン役[8]
- ひと夏の奇跡〜Waiting for you（2017年、SBS）- チャ・ミンジュン役[9]
- 僕が見つけたシンデレラ（2018年、JTBC）- リュ・ウノ役[10]
- 欠点ある恋人たち（2019年、MBC）- イ・ガンウ役[11]
- 本物が現れた!（2023年、KBS 2TV） - コン・テギョン役[12]

### バラエティ
- M COUNTDOWN（2014年2月27日 - 2014年11月20日、Mnet）- MC[13][14]
- 1泊2日（2014年）[15]
- ハッピートゥゲザー3（2014年、KBS 2TV）[16]
- 魔女狩り（2014年、JTBC）[17]
- ハッピートゥゲザー3（2015年、KBS 2TV）[18]
- 芸能街中継（2015年、KBS 2TV）[19]
- 新西遊記（2016年、tvN）[20]
- 新西遊記3（2017年、tvN）[21]
- 新婚日記（2017年、tvN）[22]

### ラジオ
- シンドンの退屈打破（2013年、MBC標準FM）[23]

### 広告
- PUMA KOREA（2014年）with クリスタルf(x)[24]
- Clarisonic（2015年）[25]
- Schneider（2015年）[26]
- MERBLISS（2019年）

## 雑誌
- 「VOGUE girl」2013年4月号[27]
- 「ELLE」2014年4月号[28]
- 「ONE」2015年8月号[29]
- 「marie claire」2016年6月号[30]
- 「COSMOPOLITAN」2016年12月号[31]
- 「InStyle」2017年4月号[32]
- 「GRAZIA」2017年11月号[33]
- 「COSMOPOLITAN」2019年7月号[34]

## 賞とノミネート

### 受賞
- 2009年「第4回アジアモデルフェスティバル大賞 新人モデル賞」
- 2013年「第8回アジアモデルフェスティバル大賞 ファッションモデル賞」
- 2014年「第7回KOREA DRAMA AWARDS 新人俳優賞」（『星から来たあなた』）[35]
- 2014年「SBS演技大賞 新人俳優賞」（『星から来たあなた』）[36]
- 2016年「第9回コリアドラマアワード 最優秀男優賞」（『シンデレラと4人の騎士』）[37]
- 2016年「第9回コリアドラマアワード グローバルスター賞」（『シンデレラと4人の騎士』）[38]
- 2016年「第7回マカオ国際テレビフェスティバル 最優秀男優賞」（『シンデレラと4人の騎士』）

### ノミネート
- 2014年「第3回APANスターアワード 新人俳優賞」（『星から来たあなた』『君たちは包囲された』）
- 2015年「KBS演技大賞 人気俳優賞」（『ディア・ブラッド～私の守護天使』）[39]
- 2015年「KBS演技大賞 ベストカップル賞 with ク・ヘソン」（『ディア・ブラッド～私の守護天使』）
- 2016年「第8回マカオ国際映画祭 最優秀男優賞」